# Ласкар Възвъзов
Ласкар Костадинов Възвъзов е български юрист и общественик.

## Биография
Роден е през 1880 година в Айтос. През 1901 година завършва с докторат по право, политически и административни науки в Брюкселския нов университет. Работи като адвокат в Ямбол и Бургас, а по-късно се установява в Стара Загора. Сътрудничи на туристическата библиотека „Средна гора“. Неговият дом в Стара Загора е посещаван от проф. Асен Златаров, митрополит Методий Старозагорски, Александър Стамболийски и др. През 1919 г. предлага идеята за въвеждане на трудовата повинност в България. Съветник е по правните въпроси на Александър Стамболийски.
Умира през 1936 година в Стара Загора.